# Achelia columnaris
Achelia columnaris là một loài nhện biển trong họ Ammotheidae. Loài này thuộc chi Achelia. Achelia columnaris được miêu tả khoa học năm 1992 bởi Stock.